# Football Club Fyn
Maillots
Le Football Club Fyn est un ancien club de football danois fondé en 2006, basé à Odense en Fionie.

## Historique
Le 1er juillet 2006, FC Fyn est constitué par la fusion de B 1909 Odense (fondé en 1909), du B 1913 Odense (fondé en 1913) et du Dalum IF (fondé en 1931). Le club pour des raisons financières est dissous le 31 janvier 2013.

## Palmarès
- Championnat du Danemark de troisième division
  - Champion : 2009 et 2012

## Joueurs et personnalités du club

### Entraîneurs
- Roald Poulsen (2006-2007)
- Viggo Jensen (2008)
- Anders Gerber (2008-2011)
- Jesper Tollefsen (2011-2013)

### Joueurs emblématiques
- Viljormur Davidsen
- Lasse Vibe
- Mekeil Williams